# Leptodontium longicaule
Leptodontium longicaule är en bladmossart som beskrevs av Mitten 1869. Leptodontium longicaule ingår i släktet groddmossor, och familjen Pottiaceae. Inga underarter finns listade i Catalogue of Life.